# Ottante (strumento)

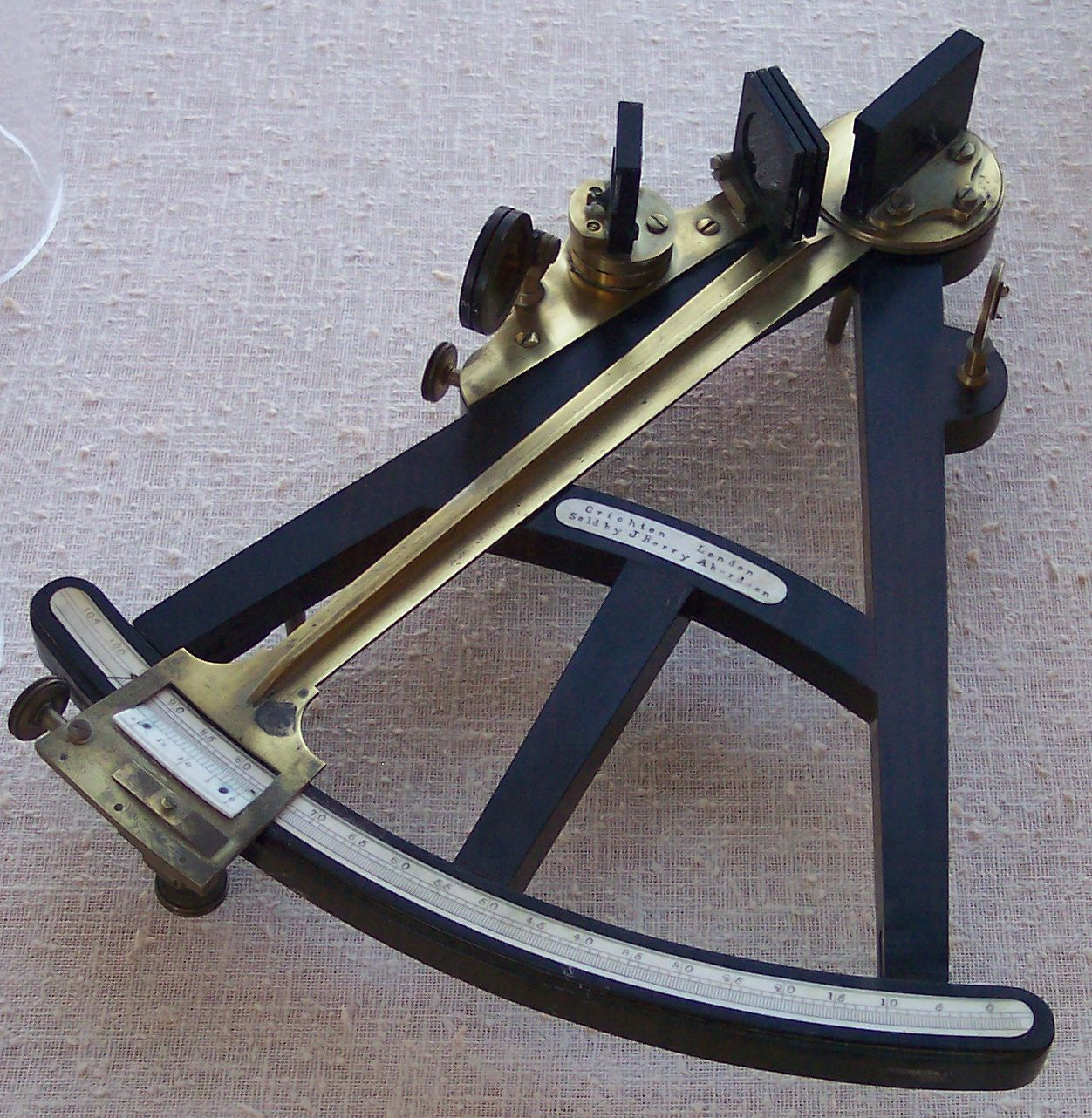
Ottante. Questo strumento, con l'etichetta Crichton - London, Sold by J Berry, Aberdeen, ha una cornice in ebano con una scala di misurazione in avorio. Il corpo dello strumento ed il supporto dello specchio sono in ottone. Invece di usare un telescopio di avvistamento, questo strumento ha una pinnula di avvistamento.

L'ottante, anche detto quadrante riflettente, è uno strumento di misura usato principalmente in navigazione. È uno strumento di tipo riflettente.

## Etimologia
Il nome ottante deriva dal latino octans che significa ottava parte di un cerchio, poiché l'arco di misurazione dello strumento è pari all'ottava parte di un angolo giro.
Il Quadrante riflettente deriva dagli strumenti che usano uno specchio per riflettere il raggio di luce incidente, e così facendo, raddoppiano l'angolo misurato. Ciò consente di usare uno strumento con una scala di un ottavo di arco di cerchio per misurare angoli pari ad un quadrante di angolo di cerchio.

## Quadrante riflettente di Newton

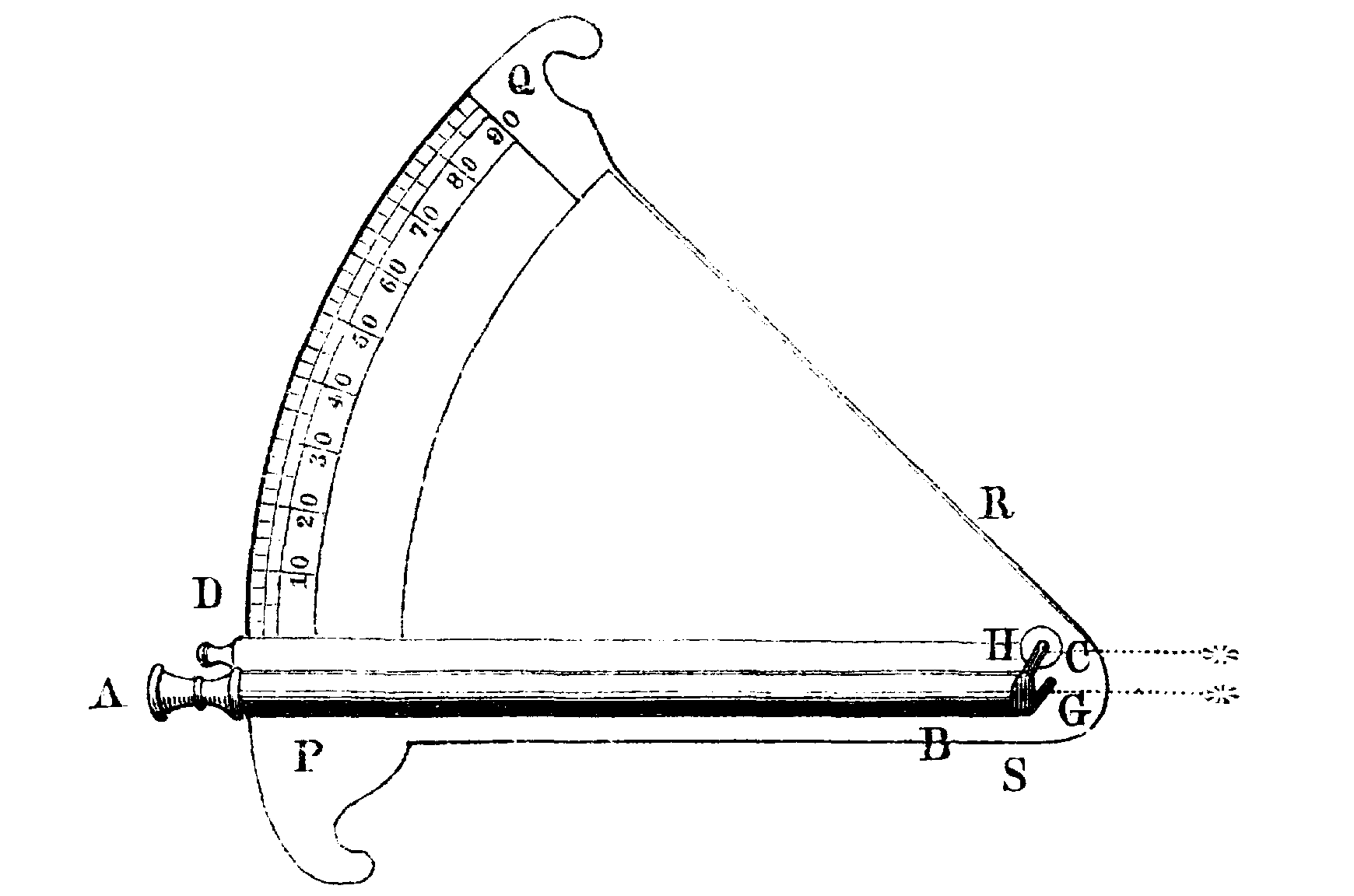
Disegno di un quadrante riflettente di Newton. Da Memoirs of the Life, Writings, and Discoveries of Sir Isaac Newton di David Brewster, 1855
A-B - telescopio di puntamento
C-D - braccio indice
G - specchio d'orizzonte
H - indice dello specchio
P-Q - arco graduato

Il quadrante riflettente di Isaac Newton venne inventato intorno al 1699. Una dettagliata descrizione dello strumento venne fatta da Hadley ma non venne pubblicata prima della sua morte avvenuta nel 1742. Non è noto il motivo per il quale Hadley non pubblicò l'informazione durante il corso della sua vita, ma questo impedì a Newton di ottenere la paternità dell'invenzione che fu attribuita generalmente a Hadley e Godfrey.
Una copia di questo strumento venne realizzata da Thomas Heath e si pensa possa essere stata esposta nella vetrina del suo negozio prima che la notizia venisse pubblicata dalla Royal Society nel 1742.
Lo strumento di Newton usava due specchi, ma questi erano disposti in maniera diversa rispetto ai due specchi che si trovano nei moderni ottanti e sestanti. La figura a lato mostra la configurazione dello strumento.
L'arco di cerchio di 45° (P-Q), era graduato con 90 divisioni di mezzo grado ognuna. Ognuna di queste divisioni era a sua volta suddivisa in 60 parti e ciascuna di queste in sesti. Ciò consentiva che la misurazione di un arco fosse indicata in gradi, minuti e sesti di minuto (dieci secondi). Così lo strumento poteva dare letture interpolate ai 5 secondi d'arco. Questa finezza di lettura era possibile solo per le grandi dimensioni dello strumento - il telescopio di avvistamento da solo era lungo circa 1,2 metri.
Il telescopio di puntamento (A-B), era montato lungo un lato dello strumento. Uno specchio d'orizzonte, era fissato, con un angolo di 45°, di fronte alla lente del telescopio (G). Questo specchio era abbastanza piccolo da consentire all'osservatore di vedere l'immagine nello specchio su un lato e di vedere direttamente avanti dall'altro. Il braccio indice (CD) era dotato di uno specchio indice (H), anch'esso posto a 45° rispetto al bordo del braccio indice. I lati riflettenti dei due specchi, erano nominalmente uno di fronte all'altro, in modo che l'immagine vista nel primo specchio era quella riflessa dal secondo. 

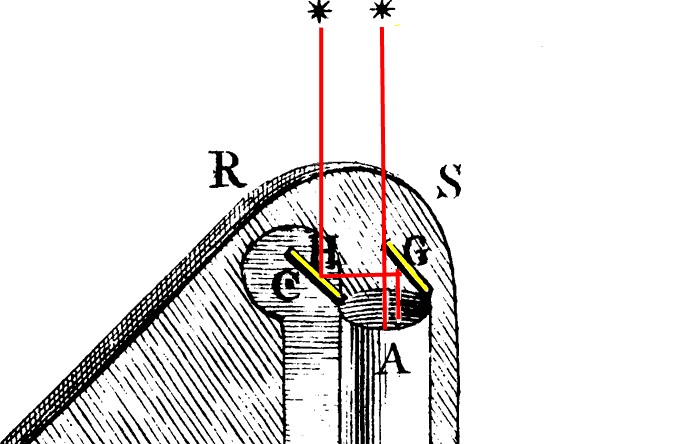
Dettagli degli specchi del quadrante riflettente di Newton, mostranti il percorso del raggio di luce (rosso) attraverso lo strumento. L'immagine è ruotata di 90°, in senso antiorario, rispetto a quella soprastante.

Con i due specchi paralleli, l'indice segnava 0°. La vista attraverso il telescopio vede direttamente avanti su un lato e quella dallo specchio (G) vede la stessa immagine riflessa dallo specchio H (vedi particolare nel disegno a destra). Quando il braccio indice viene spostato da zero a un valore molto elevato, lo specchio indice riflette un'immagine che risulta in direzione della linea diretta di vista. Con l'aumentare dell'indice di movimento del braccio, la linea di vista per lo specchio si sposta verso (S) (a destra nell'immagine di dettaglio). Questo dimostra una carenza lieve con questa posizione dello specchio. Lo specchio orizzonte blocca la vista dello specchio indice quando ci si avvicina ad un angolo di 90°.
La lunghezza del telescopio di puntamento era notevole, in confronto alle piccole dimensioni dei telescopi sugli strumenti moderni. La scelta di Newton fu probabilmente dettata dalla necessità di ridurre le aberrazioni cromatiche. I telescopi a corte focali, prima dello sviluppo delle lenti acromatiche, producevano un livello notevole di aberrazioni, tanto da poter influire sulla percezione della posizione di una stella. Le lunghe focali erano la soluzione e questo telescopio avrebbe probabilmente avuto sia una grande lunghezza focale dell'obiettivo e una grande lunghezza focale dell'oculare. Questo accorgimento riduceva le aberrazioni senza comportare un ingrandimento eccessivo.

### L'ottante
Due persone, indipendentemente l'una dall'altra, svilupparono l'ottante intorno al 1730: John Hadley (1682-1744), un matematico inglese, e Thomas Godfrey (1704-1749), un ottico di Filadelfia. Anche se entrambi hanno un diritto legittimo e uguale all'attribuzione dell'invenzione, Hadley ottiene generalmente la quota maggiore di credito. Ciò riflette il ruolo centrale che Londra e la Royal Society hanno avuto nella storia degli strumenti scientifici nel XVIII secolo.
Altri due personaggi che costruirono ottanti in questo periodo furono Caleb Smith, un broker di assicurazioni con un forte interesse nell'astronomia (nel 1734) e Jean-Paul Fouchy, un professore di matematica ed astronomo in Francia (nel 1732).

### Versioni di Hadley

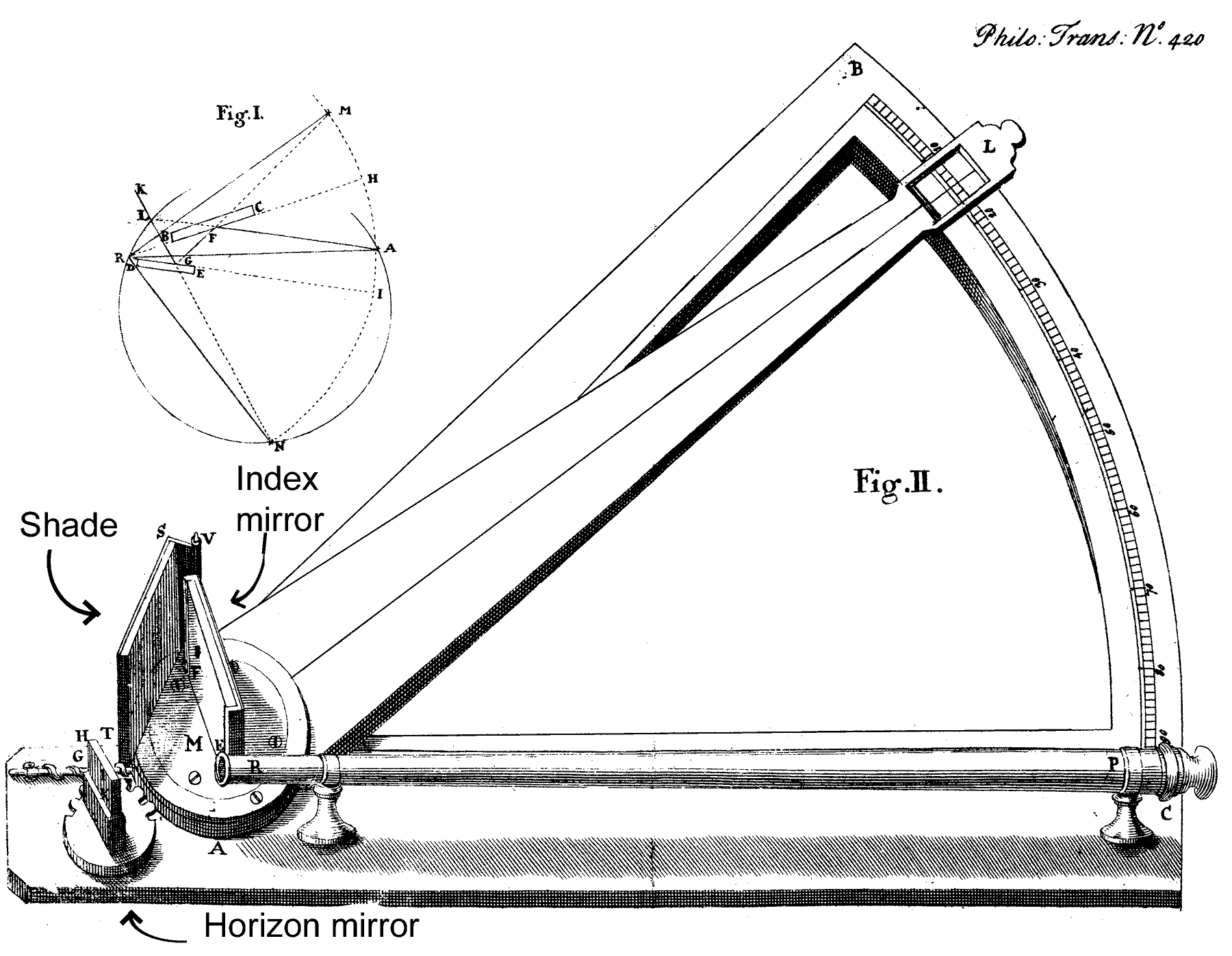
Il quadrante riflettente di Hadley. Venne costruito, seguendo le caratteristiche di quello di Newton, dal 1699

Hadley ne produsse due diverse versioni, ma solo la seconda è conosciuta ed è un ottante come quelli conosciuti oggi.

#### Quadrante riflettente di Hadley
La prima versione del quadrante riflettente di Hadley era un semplice strumento con una cornice dotata di un arco di 45°. Nell'immagine a destra, dall'articolo di Hadley su Philosophical Transactions of the Royal Society, si può vedere un esempio della sua forma. Un piccolo telescopio era montato su di un lato della cornice. Un grande specchio indice era montato nel punto di rotazione del braccio dell'indice. Un secondo, più piccolo specchio d'orizzonte era montato sulla cornice, in linea con il telescopio di puntamento. Lo specchio d'orizzonte permetteva all'osservatore di vedere l'immagine dello specchio indice in una metà della vista e vedere un oggetto distante nell'altra metà. Una parte smerigliata, montata al vertice dello strumento, permetteva di osservare un oggetto luminoso. Essa era spostabile, fuori dalle guide, per consentire le osservazioni stellari.
Guardando attraverso il telescopio, il navigatore avrebbe visto un oggetto direttamente di fronte. Il secondo oggetto si sarebbe visto riflesso nello specchio d'orizzonte. La luce nello specchio d'orizzonte era riflessa dallo specchio indice. Muovendo il braccio indice, lo specchio indice poteva essere fatto ruotare in modo da rilevare qualsiasi oggetto fino a 90° rispetto alla linea diretta di vista. Quando entrambi gli oggetti si trovano nella stessa vista, allineandoli insieme permette al navigatore di misurare la distanza angolare tra di loro.
Pochissimi dei progetti originali di quadranti riflettenti hanno poi avuto attuazione pratica e quindi realizzati. Uno, costruito da Baradelle, è nella raccolta del Musée de la Marine a Parigi.

#### Ottante di Hadley

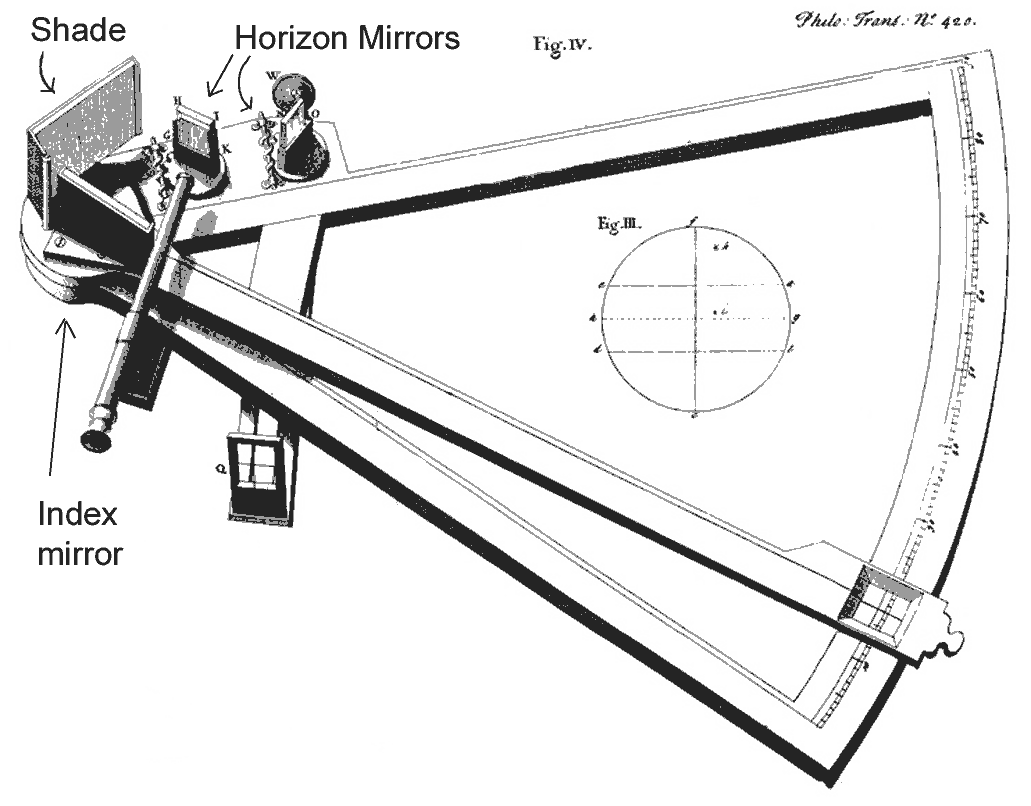
Ottante di Hadley. Ha la forma familiare a chi ha visto un sestante.

Il secondo progetto di Hadley ha la forma familiare di un moderno sestante. L'immagine a destra, ricavata da una pubblicazione della Royal Society, mostra tutti i dettagli.
Egli montò uno specchio indice sul braccio indice. Vi erano poi due specchi d'orizzonte. Quello superiore, in linea con il telescopio di puntamento, era sufficiente piccolo da consentire la visione attraverso il telescopio oltre che l'immagine riflessa. L'immagine riflessa era quella proveniente dallo specchio indice. Come nello strumento precedente, la sistemazione degli specchi consentiva all'osservatore di vedere l'immagine dell'oggetto di fronte a lui e contemporaneamente quella riflessa dallo specchio indice a quello d'orizzonte. Il movimento del braccio indice consentiva la visione di qualsiasi oggetto presente in un angolo di 90°.
La differenza significativa di questo progetto era che gli specchi consentivano di tenere lo strumento in posizione verticale anziché in orizzontale e lasciava più spazio per la configurazione degli specchi senza subire interferenze reciproche.
Il secondo specchio d'orizzonte fu una innovazione molto interessante ed il telescopio era rimovibile 
Poteva essere rimontato in modo tale che il telescopio vedesse il secondo specchio d'orizzonte dal lato opposto del telaio. Montando i due specchi d'orizzonte ad angolo retto, l'uno rispetto all'altro, e permettendo il movimento del telescopio, il navigatore poteva misurare angoli da 0 a 90 ° con uno specchio e da 90 ° a 180 ° con l'altro. Questo rese lo strumento molto versatile, ma per ragioni sconosciute, questa funzione non fu mai implementata negli ottanti generalmente in uso.
Confrontando questo strumento con la foto di un ottante tipico nella parte superiore di questo articolo, si può vedere che le uniche differenze significative nel design più moderno sono:
- La posizione dello specchio d'orizzonte e del telescopio di avvistamento (o pinnula) è più bassa.
- Il rinforzo interno del telaio è più centrale e robusto.
- La posizione delle ombreggiature dello specchio indice è nel percorso tra l'indice e gli specchi orizzonte piuttosto che nella parte superiore dello strumento.
- Sono utilizzate tonalità multiple per consentire diversi livelli di ombreggiatura.
- Sono implementati toni distinti, sullo specchio d'orizzonte, per avvistare una posizione con sole basso o con un orizzonte molto luminoso.
- Non è previsto il secondo specchio d'orizzonte.

### Astroscopio di Smith

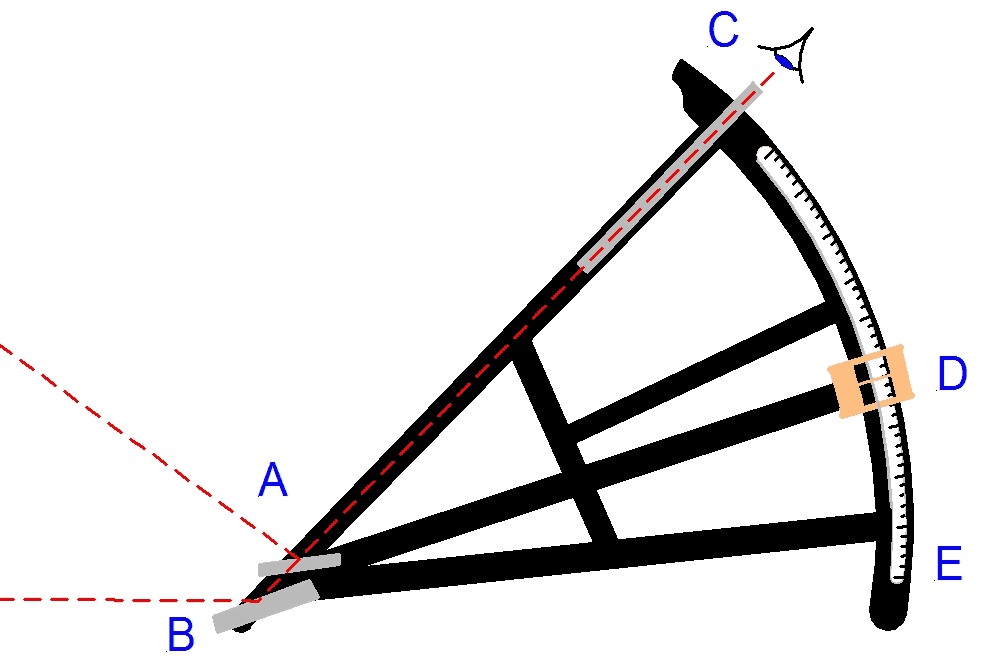
Disegno dell'Astroscopio di Smith o Sea-quadrant

Caleb Smith, creò un ottante nel 1734. Lo chiamò Astroscope o Sea-Quadrant. Esso usava un prisma fisso abbinato ad uno specchio indice per inserire elementi di riflessione. I prismi fornivano dei vantaggi rispetto agli specchi dell'epoca in cui la lucidatura dei metalli era modesta e l'alluminatura degli specchi e la produzione di lastre di vetro con facce parallele era molto difficile da realizzare.
Nel disegno a destra, l'elemento d'orizzonte (B) poteva essere uno specchio od un prisma. Sul braccio indice, lo specchio indice (A) ruotava con il braccio. IL telescopio di puntamento era montato sulla cornice (C). L'indice non utilizza un nonio o altro dispositivo in scala (D). Smith chiamò il braccio indice dello strumento etichetta, alla maniera di Elton per il suo mariner's quadrant.
Diversi elementi dello strumento di Smith, lo resero inferiore all'ottante di Hadley ed esso non venne usato molto. Ad esempio, un problema con lAstroscope era l'angolo di osservazione. Guardando in basso, si aveva grande difficoltà nell'osservare rispetta a quando la testa era in posizione normale.

## Vantaggi dell'ottante

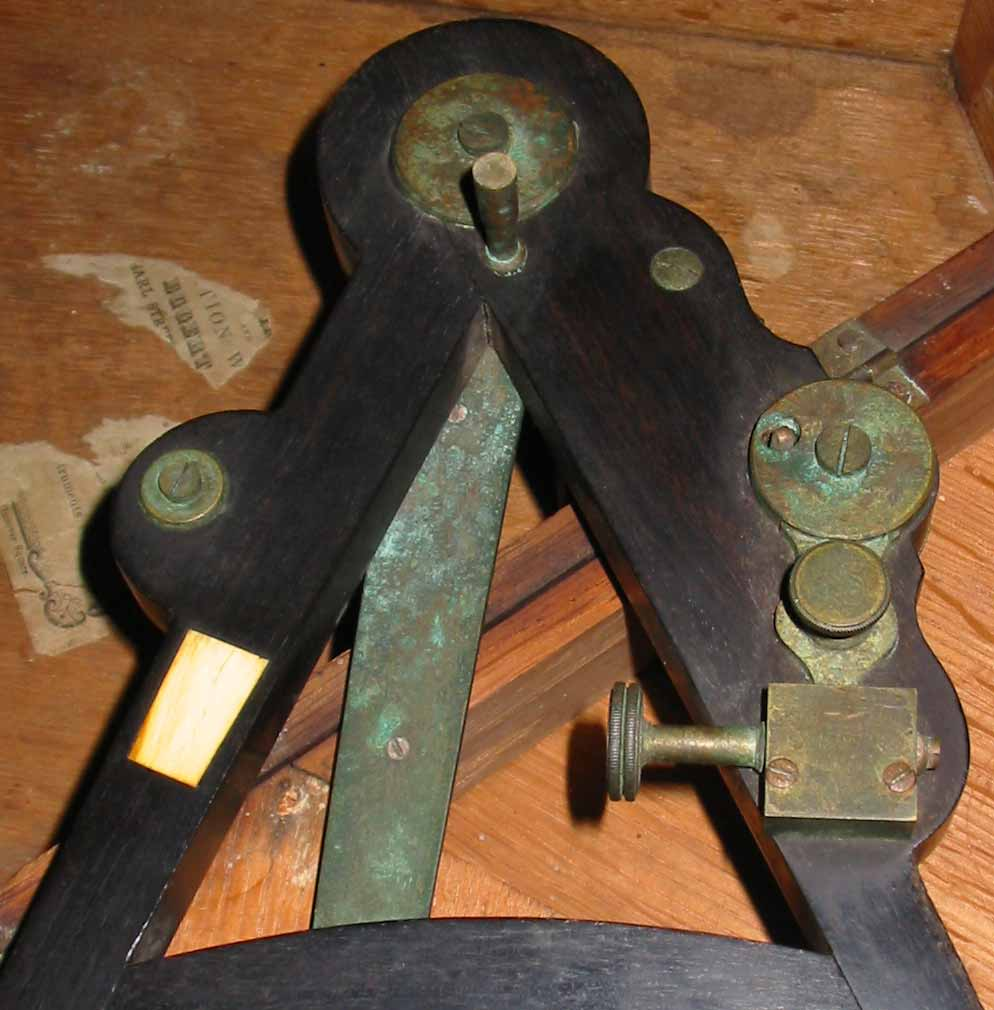
Ottante alla rovescia. Questo lato non viene mostrato, in fotografia, molto spesso. A destra, la vite per regolare l'orizzonte dello specchio. In alto, uno dei piedi su cui poggia l'ottante è appena al di sotto dell'asse del braccio indice. A sinistra il blocco note. Questo piccolo pezzo di avorio fu una delle chiavi di volta di questo strumento. Poco più grande di una miniatura, veniva utilizzato dal navigatore per registrare le sue letture.

L'ottante forniva una serie di vantaggi rispetto agli strumenti precedenti.
L'obiettivo era facile da allineare, perché l'orizzonte e le stelle sembravano muoversi insieme alla nave anche in presenza di rollio e beccheggio. Ciò creava anche una situazione in cui l'errore di osservazione era meno dipendente dall'osservatore, potendosi vedere direttamente entrambi gli oggetti in una sola volta.
Con l'uso delle tecniche di fabbricazione disponibili nel XVIII secolo, gli strumenti erano in grado di dare letture di grande precisione. Le dimensioni degli strumenti venne ridotta, senza perdita di precisione. Un ottante poteva essere grande la metà di un quadrante di Davis, senza aumento di errore.
Usando toni di ombreggiatura sui sentieri della luce, si poteva osservare direttamente il sole, mentre le ombre si spostavano fuori dal percorso della luce permettendo al navigatore di osservare stelle deboli. Questo ha reso lo strumento utilizzabile sia di notte che di giorno.
Nel 1780, l'ottante ed il sestante avevano quasi completamente eliminato tutti gli strumenti precedenti.

## Produzione dell'ottante
I primi ottanti vennero costruiti in legno, mentre le versioni successive implementarono l'uso di avorio e ottone. I primi specchi erano realizzati in metallo lucidato, fino a quando non venne sviluppata la tecnologia che consentì la produzione di specchi realizzati con una buona argentatura su lastre si vetro realizzate con facce parallele e adeguatamente piane. Con il miglioramento della tecnica di levigazione del vetro, gli specchi in vetro soppiantarono quelli in metallo. Questi erano realizzati con un rivestimento di un amalgama di mercurio e stagno. Rivestimenti di argento o di alluminio non furono disponibili fino al XIX secolo. La scarsa qualità ottica degli specchi realizzati con metallo lucidato ha fatto sì che i cannocchiali di puntamento non fossero molto efficaci. Per questo motivo, i primi ottanti impiegavano una semplice pinnula per effettuale il puntamento ad occhio nudo. 

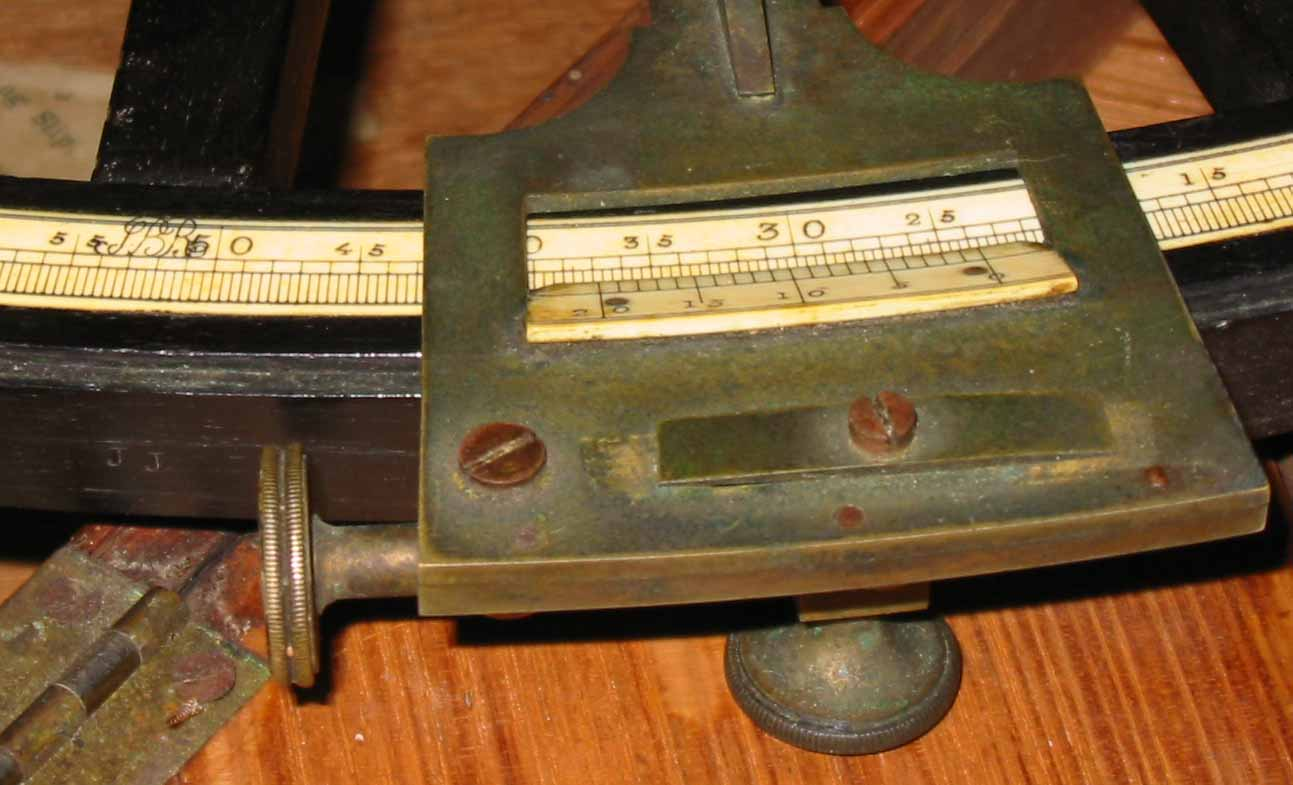
Dettagli di un ottante. Questa immagine mostra la scala graduata e la fine del braccio indice con il nonio. La vite usata per bloccare il braccio indice, si vede al di sotto dello stesso, mentre quella per gli aggiustamenti fini si trova a sinistra. A destra del valore 50 sulla scala principale, è inciso il logo SBR. La scala è graduata in gradi e terzi di grado (20'). Il nonio può dividere gli intervallo di 20' al più prossimo minuto di arco.

I primi ottanti avevano delle caratteristiche comuni ai precedenti backstaff. Ma nonostante ciò, anche se incise, le scale davano un'apparente approssimazione a solo due minuti di grado, mentre gli strumenti precedenti davano già un'approssimazione doppia (un minuto). L'uso del nonio, però, consentiva la lettura approssimata ad un minuto migliorando la commercializzazione degli strumenti. Questo e la miglior facilità di lettura, condussero all'adozione del nonio negli ottanti prodotti nel XVIII secolo.
Gli ottanti vennero prodotti su larga scala, in legno ed avorio, ed i loro prezzi relativamente più modesti rispetto ai sestanti in ottone, li resero molto popolari e diffusi. Il disegni si andò standardizzando e molti costruttori usarono le stesse cornici e componenti analoghi. Diversi fornitori potevano produrre diversi componenti, con operai specializzati nella costruzione di cornici in legno ed altri in componenti in ottone. Ad esempio, Spencer, Browning and Rust, una fabbrica di strumenti scientifici operante in Inghilterra dal 1787 al 1840 (col nome di Spencer, Browning and Co. dopo il 1840) produceva scale graduate in avorio. Queste venivano utilizzate ampiamente da altri costruttori e le iniziali SBR si potevano trovare facilmente in ottanti costruiti da altri assemblatori.
Esempi di questi ottanti sono molto simili alle foto in questa voce. L'immagine in alto illustra essenzialmente lo stesso strumento indicato nella foto di dettaglio. Tuttavia, sono di due costruttori di strumenti diversi - il superiore è etichettato Crichton - Londra, venduto da J Berry Aberdeen mentre le immagini di dettaglio si riferiscono ad uno strumento dalla Spencer, Browning & Co. di Londra. L'unica differenza evidente è la presenza di ombreggiature dello specchio d'orizzonte per l'ottante Crichton che non sono presenti nell'altro.

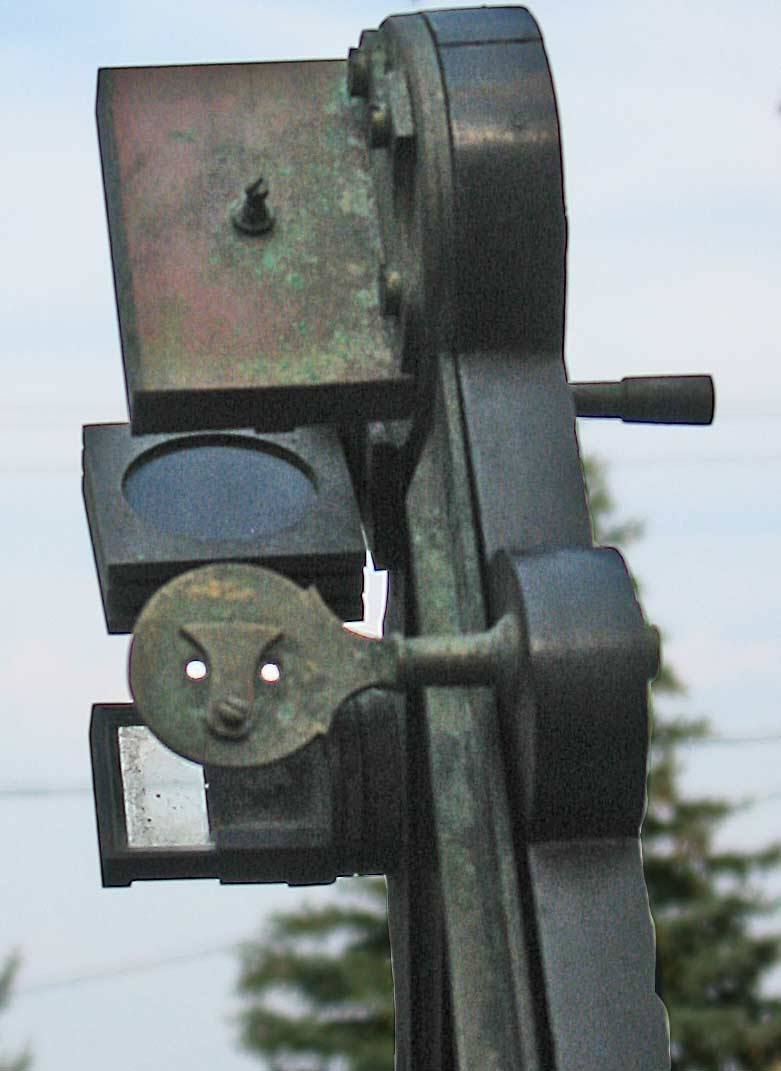
L'ottante rappresentato in dettaglio mostra la pinnula di avvistamento con doppio foro. Inoltre è visibile il piccolo coperchio in grado di otturare uno o l'altro dei due fori. Lo specchio d'orizzonte è sul lato opposto dello strumento. Il lato sinistro è trasparente, mentre la vernice posta sul lato destro è completamente corrosa e non riflette più la luce. Il retro del contenitore dello specchio indice è in alto ed i tre vetri circolari ombreggiati si trovano fra i due specchi.

Questi ottanti erano disponibili in molte versioni. Ve ne era una di base con le graduazioni direttamente incise sul telaio di legno, ed era la meno costosa. Questi non avevano un mirino telescopico, ma utilizzavano invece una pinnula di avvistamento con foro semplice o doppio. Le scale in avorio aumentavano il prezzo, così come l'uso di un braccio o di un indice in ottone con nonio.

## Fine dell'ottante
Nel 1767, la prima edizione del The Nautical Almanac intitolata 'Method of Lunar Distances, consentiva ai navigatori di calcolare l'ora locale tramite la misurazione dell'angolo fra il sole e la luna. Per metà del tempo, quest'angolo è maggiore di 90°, e non è quindi possibile misurarlo con un ottante. Per questa ragione l'ammiraglio John Campbell, che portò avanti degli esperimenti con il metodo della distanza lunare, suggerì la costruzione di uno strumento dalla scala più grande e venne sviluppato il sestante.
Da allora in poi, il sestante subì diversi sviluppi e divenne la prima scelta per la navigazione navale. L'ottante continuò ad essere prodotto fino al XIX secolo, anche se aveva una minore precisione ma aveva il vantaggio di essere molto economico. Il prezzo più basso, comprese le versioni senza telescopio, lo resero lo strumento più diffuso e pratico per le piccole imbarcazioni, per il cabotaggio e per le flotte di pescherecci.
Una pratica comune tra i navigatori, fino alla fine del XIX secolo, fu quella di utilizzare sia un sestante che un ottante. Il sestante era utilizzato con grande cura e solo per la misurazione della distanza lunare, mentre l'ottante veniva utilizzato per le misurazioni di routine e dell'altezza del sole tutti i giorni. Questa abitudine portò a proteggere il prezioso e più accurato sestante, usando il più accessibile ottante in quelle misurazioni nelle quali era più adatto.

## L'ottante a bolla
Dai primi anni 1930 fino alla fine degli anni 1950, vennero prodotti diversi tipi di ottanti a bolla da usarsi per la navigazione aerea sia civile che militare. Essi erano costruiti con un orizzonte artificiale a forma di bolla, che veniva allineata all'orizzonte per la navigazione aerea a diverse migliaia di metri sulla terra. Alcuni di essi avevano anche un registratore.

## Altri strumenti a riflessione
Quello di Hadley non fu il primo quadrante a riflessione. Robert Hooke ne inventò uno nel 1684 e descrisse i concetti costrutti già prima del 1666. Quello di Hooke era uno strumento a singola riflessione. Altri ottanti vennero sviluppati da Jean-Paul Fouchy e Caleb Smith nei primi anni 1730, anche se non divennero importanti nella storia degli strumenti di navigazione.